# Geografia Mongoliei

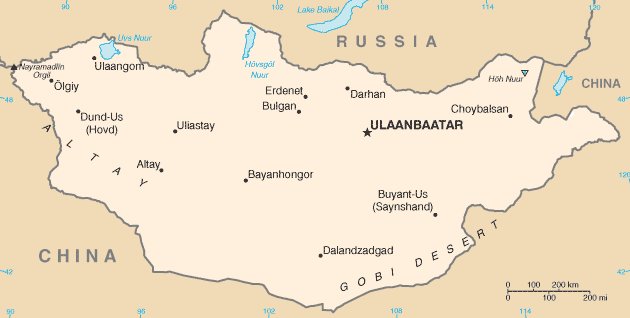
Harta care indică marile oraşe din Mongolia şi ţările învecinate

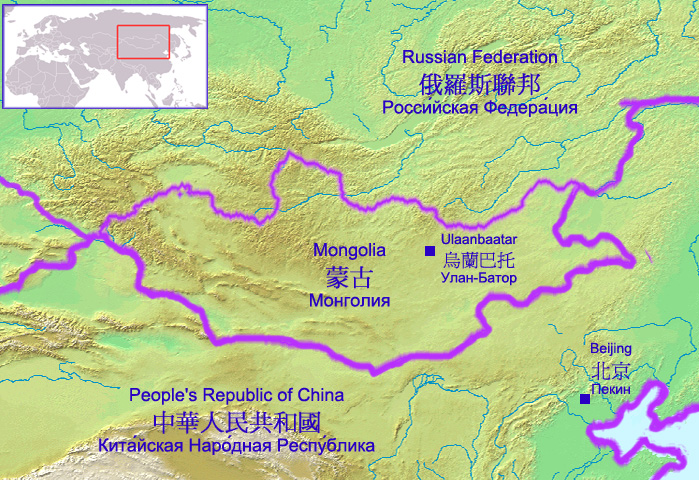
În partea sudică a teritoriului Mongoliei se află deşertul Gobi.

Mongolia este o țară înconjurată de uscat din nordul Asiei, localizată strategic între China și Rusia. 